# Pueblo Viejo, Antiguo Morelos
Pueblo Viejo är en ort i Mexiko.   Den ligger i kommunen Antiguo Morelos och delstaten Tamaulipas, i den centrala delen av landet, 400 km norr om huvudstaden Mexico City. Pueblo Viejo ligger 207 meter över havet och antalet invånare är 180.
Terrängen runt Pueblo Viejo är kuperad västerut, men österut är den platt. Runt Pueblo Viejo är det glesbefolkat, med 11 invånare per kvadratkilometer. Närmaste större samhälle är Antiguo Morelos, 7,0 km sydost om Pueblo Viejo. Omgivningarna runt Pueblo Viejo är en mosaik av jordbruksmark och naturlig växtlighet.